# Metro de Dublín
El Metro de Dublín o MetroLink (en irlandés: Meitreo Bhaile Átha Cliath) es un sistema de metro previsto para la ciudad de Dublín.  
La red tendrá las características de un metro ligero, similar al que ya se encuentra funcionando en otras ciudades europeas con un tamaño similar a Dublín (ej: Metro de Oporto, Portugal). También se espera que los costes de la construcción sean más bajos con esta opción.

## Historia del proyecto
Fue inicialmente propuesto en 2005 dentro del plan Transport 21 del gobierno irlandés.
Si bien en 2018 se planeaba que estuviese en operación en 2027, en septiembre de 2021 los representantes del gobierno indicaron que este objetivo no se cumpliría. Otros informes proyectaron su inauguración a mediados de la década de 2030.

## Estaciones
Algunas estaciones serían subterráneas (principalmente en el centro de ciudad), mientras que el resto estarán elevadas o al el nivel del suelo. La línea conectará en algunas estaciones con el Luas y el DART.
De acuerdo con la página web de MetroLink, las estaciones planeadas, ordenadas de norte a sur, son las siguientes:
- Estuary Park-and-Ride
- Seatown
- Swords Central
- Fosterstown
- Dublin Airport
- Dardistown and M50
- Northwood
- Ballymun
- Collins Avenue
- Griffith Park
- Glasnevin
- Mater
- O'Connell Street
- Tara
- St Stephen's Green
- Charlemont